# Roc de Sant Aventí
El Roc de Sant Aventí és una muntanya de 1.479,8 metres, termenal entre els municipis de Baix Pallars (antic terme de Montcortès de Pallars), al Pallars Sobirà, i la Pobla de Segur, al Pallars Jussà.
El Roc de Sant Aventí és el vèrtex geodèsic 260082001. Al seu sud hi ha lo Tossalet. En el punt més alt hi ha les restes de la capella de Sant Aventí.
Aquest cim està inclòs al llistat dels 100 cims de la FEEC.